# Bob W. White
Pour les articles homonymes, voir White et Robert White.
Bob W. White est un professeur titulaire d'anthropologie sociale à l'Université de Montréal (Québec, Canada). Il a obtenu son doctorat de l'Université McGill en 1998, sa maîtrise de l'Université McGill en 1993 et son baccalauréat de l'Université de Caroline du Nord à Chapel Hill en 1988. Ses intérêts de recherche sont la communication interculturelle, la culture populaire, l'épistémologie et le travail de terrain ethnographique.

## Publications
Livres
- Intercultural Cities: Policy and Practice for a New Era. Londres: Palgrave. 2018.
- L'interculturel au Québec: rencontres historiques et enjeux politiques. avec Lomomba Emongo, Presses de l'Université de Montréal. 2014
- Music and Globalization: Critical Encounters, Bloomington, Indiana University Press, mai 2011[2]
- Musique populaire et société à Kinshasa : Une ethnographie de l’écoute, édité avec Lye M. Yoka, Paris, Éditions L’Harmattan, 2010[3]
- Rumba Rules: The Politics of Dance Music in Mobutu’s Zaire, Duke University Press, 2008[4]

## Distinctions
Fondateur et directeur du Laboratoire de recherches sur les relations interculturelles (LABRRI)
Expert pour le programme des cités interculturelles du Conseil de L'Europe
White a remporté deux prix pour son livre Rumba Rules: The Politics of Dance Music in Mobutu’s Zaire :
- le prix Anthony Leeds en anthropologie urbaine en 2009 ;
- le prix Joel Gregory en études africaines en 2010.